# Блювання
Блюва́ння (лат. vomitum) — мимовільні поштовхові викиди вмісту шлунка через рот. Цей акт регулює спеціальний блювотний центр, який координує злагоджене скорочення мускулатури шлунку, а також рухи дихальних м'язів та черевного преса. Є симптомом багатьох хвороб.
«Блювота» (рідше «блювотиння») — цей термін застосовують для означення характеристики вмісту, що викидається через рот з шлунку при блюванні.

## Опис
Блювання є складним рефлекторним актом, що зумовлюється:
- подразненням рецепторів різних органів — кореня язика, м'якого піднебіння, слизової шлунка, жовчного міхура, органу рівноваги тощо, яке передається до блювотного центра довгастого мозку,
- безпосереднім його подразненням при ураженнях ЦНС (різні пухлини, травма, менінгіт), при підвищеному внутрішньочерепному тиску, різних інтоксикаціях (передозування, токсикоз вагітності, уремія).

Блювання може бути захисним фізіологічним актом (якщо шлунок переповнений або в нього потрапили шкідливі речовини).
Блювання спостерігають при деяких інфекційних захворюваннях, багатьох хворобах травної системи (зокрема, при гастриті, виразковій хворобі, панкреатиті), хірургічних захворюваннях, що перебігають з ураженням очеревини тощо.

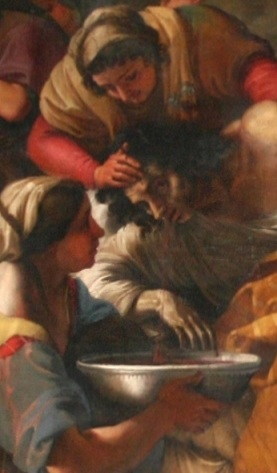
Фреска, присвячена наданню допомоги при отруєннях з провокуванням блювання, у соборі Quadroni di San Carlo

Іноді буває чисто психогенне блювання — при сильному хвилюванні, негативних емоціях. Блювання легко виникає у дітей, а також у хворих на неврастенію у зв'язку із підвищеною збудливістю блювотного центра.
Блювання є симптомом багатьох захворювань, тому якщо воно часто повторюється, то вимагає ретельного обстеження і лікування відповідно до причини. При кривавій (гематемезис) або каловій блювоті потрібна негайна госпіталізація.
У деяких випадках блювання спричинюють штучно. Щоб навмисно спричинити блювання (наприклад при лікуванні пероральних отруєнь), використовують введення апоморфіну (0,5 мл 1 % розчину підшкірно).